# 阿纳斯塔西娅·格罗莫格拉索娃

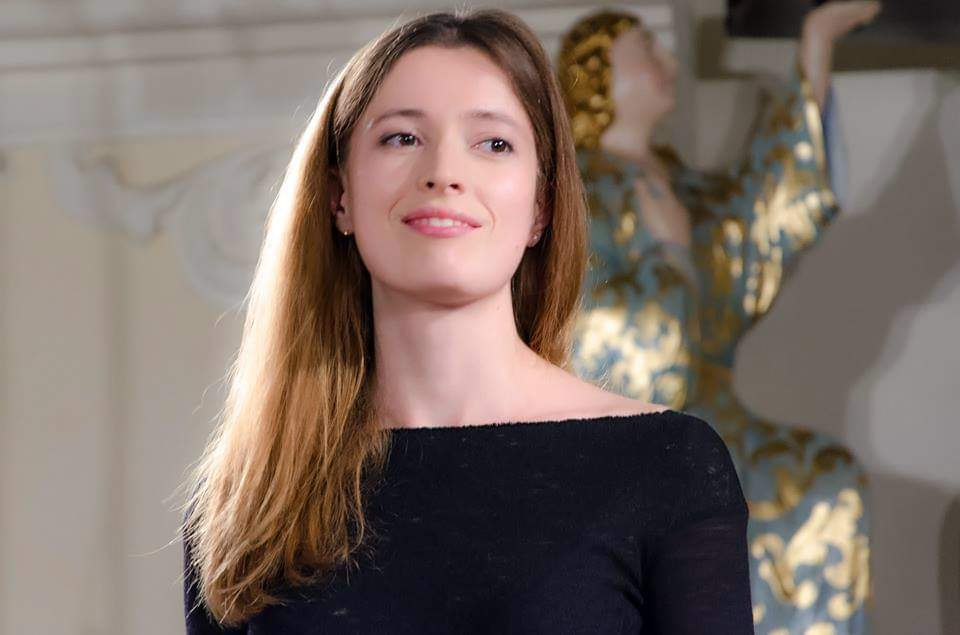
2015年的格罗莫格拉索娃

阿纳斯塔西娅·尼古拉耶夫娜·格罗莫格拉索娃（俄语：Анастасия Николаевна Громогласова，1984年9月18日—），是一位俄罗斯古典钢琴家。

## 生平和教育
格罗莫格拉索娃从1994年开始在莫斯科居住，并进入莫斯科音乐学院学习。2009年她以“最优秀成绩”毕业并参加学士后课程直至2012年。
阿纳斯塔西娅在重要国际比赛中赢得过多个奖项，其中包括个人表演以及与她的妹妹柳博芙•格罗莫格拉索娃（Liubov Gromoglasova）的双钢琴合奏。

## 获得奖项

### 钢琴独奏
2011年，斯克里亚宾国际钢琴比赛第一名（巴黎）
2011年，在雅马哈音乐节Gradusad Parnassum中作为独奏者在莫斯科音乐学院“拉赫玛尼诺夫大厅”演奏。
2012年，国际钢琴比赛第一名（巴里）

### 双钢琴合奏
阿纳斯塔西娅一直与她的妹妹柳博芙进行双钢琴演出；柳博芙也毕业于莫斯科音乐学院。她们获得过下列奖项：
2006年，鲁宾斯坦音乐比赛第三名（莫斯科）
2007年，伦敦国际音乐比赛第一名
2008年，肖斯塔科维奇室内乐与双钢琴比赛（莫斯科）第二名并赢得特别奖；成为“俄罗斯表演艺术”基金资助学生。
2011年，沃洛格达国际双钢琴比赛第一名
2012年，国际钢琴比赛双钢琴第一名（巴里）

## 演奏曲目
她的演奏曲目包括巴赫、莫扎特、海顿、门德尔松、舒伯特、勃拉姆斯、肖邦、拉赫曼尼诺夫、斯克里亚宾、肖斯塔科维奇、德彪西、拉威尔、卢托斯瓦夫斯基、比才、普罗科菲耶夫等的作品。